# Cintia Lodetti
Cintia Lodetti, spesso accreditata come Cinzia Lodetti, nota anche con lo pseudonimo di Carol Connery (Bergamo, 21 marzo 1960), è un'attrice italiana.

## Biografia
Attrice dalla bellezza di tipo nordico, Cintia Lodetti ha preso parte spesso a pellicole di genere soft-erotiche o poliziotteschi; viene ricordata dagli appassionati del genere per le sue scene con Carmen Russo nel film Le porno killers.
A partire dalla seconda metà degli anni ottanta, Cintia Lodetti ha ridotto drasticamente la propria carriera recitativa, fino alla completa inattività.

## Filmografia
- Profumi e balocchi, regia di Angelo Iacono (1979)
- Napoli... la camorra sfida, la città risponde, regia di Alfonso Brescia (1979)
- Femmine infernali, regia di Edoardo Mulargia (1980)
- Luca il contrabbandiere, regia di Lucio Fulci (1980)
- Le porno killers, regia di Roberto Mauri (1980)
- Uccelli 2 - La paura, regia di René Cardona Jr. (1987)
- La settima stanza, regia di Márta Mészáros (1995)